# 浄化槽
浄化槽（じょうかそう）とは、一般家庭等から出る生活排水を嫌気性処理と好気性処理
の双方を利用して浄化する分散型汚水処理技術。
浄化槽は日本で独自に開発された排水の汚水処理設備である。浄化槽は各戸で汚水処理をおこなう分散処理設備の一方式であるが、分散処理の設備として世界的に主流となっているのはより簡易な構造の腐敗槽（セプティック・タンク）である。両者を比較すると、浄化槽は内部が複数の槽に分かれ嫌気性処理と好気性処理の双方を利用する設備だが、開発途上国などを中心に利用されている腐敗槽（セプティック・タンク）は消毒槽や沈殿槽などの分化（処理工程）を備えず、嫌気性処理のみを利用して汚水を浄化する設備である。

## 歴史

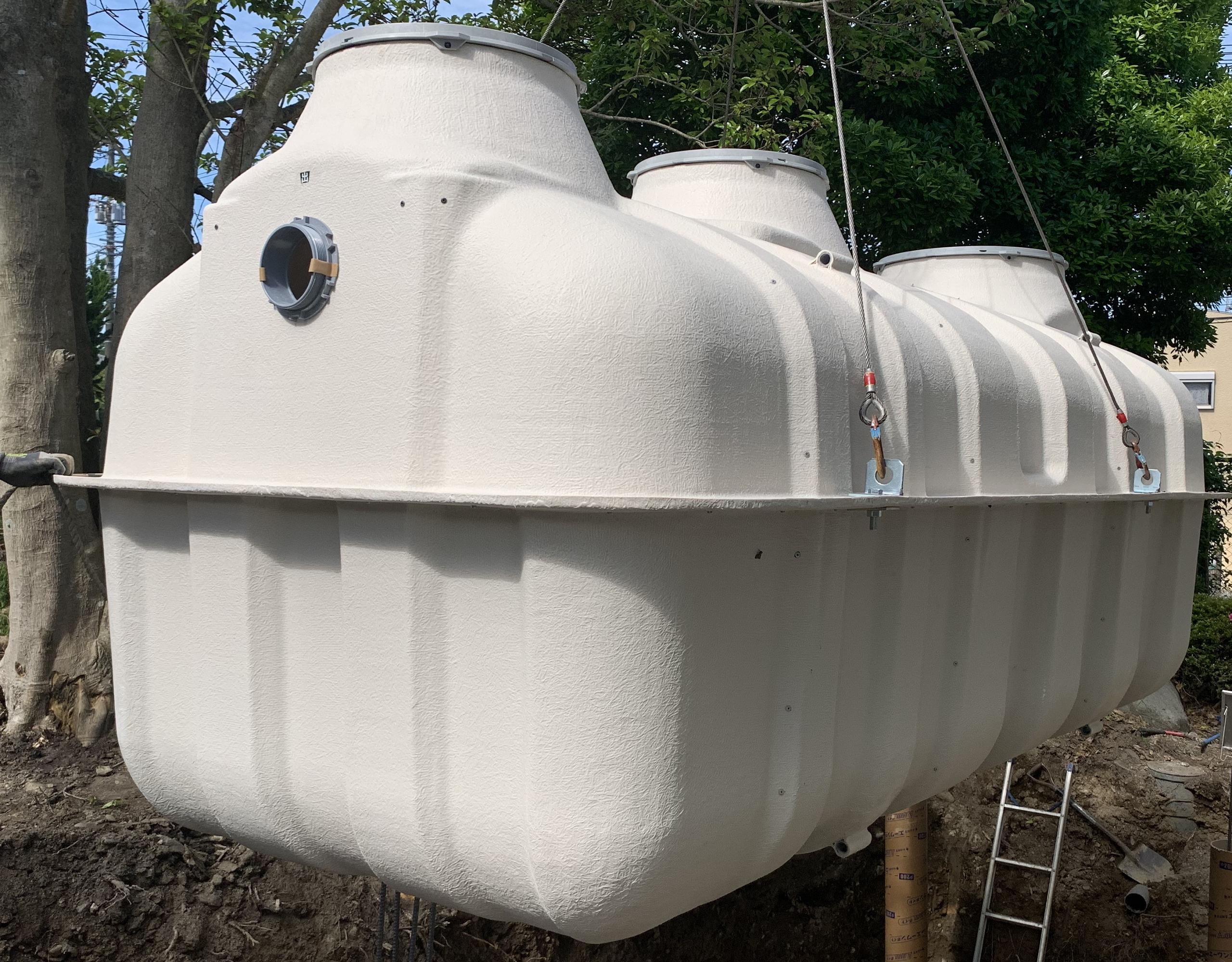
浄化槽（合併処理浄化槽）本体

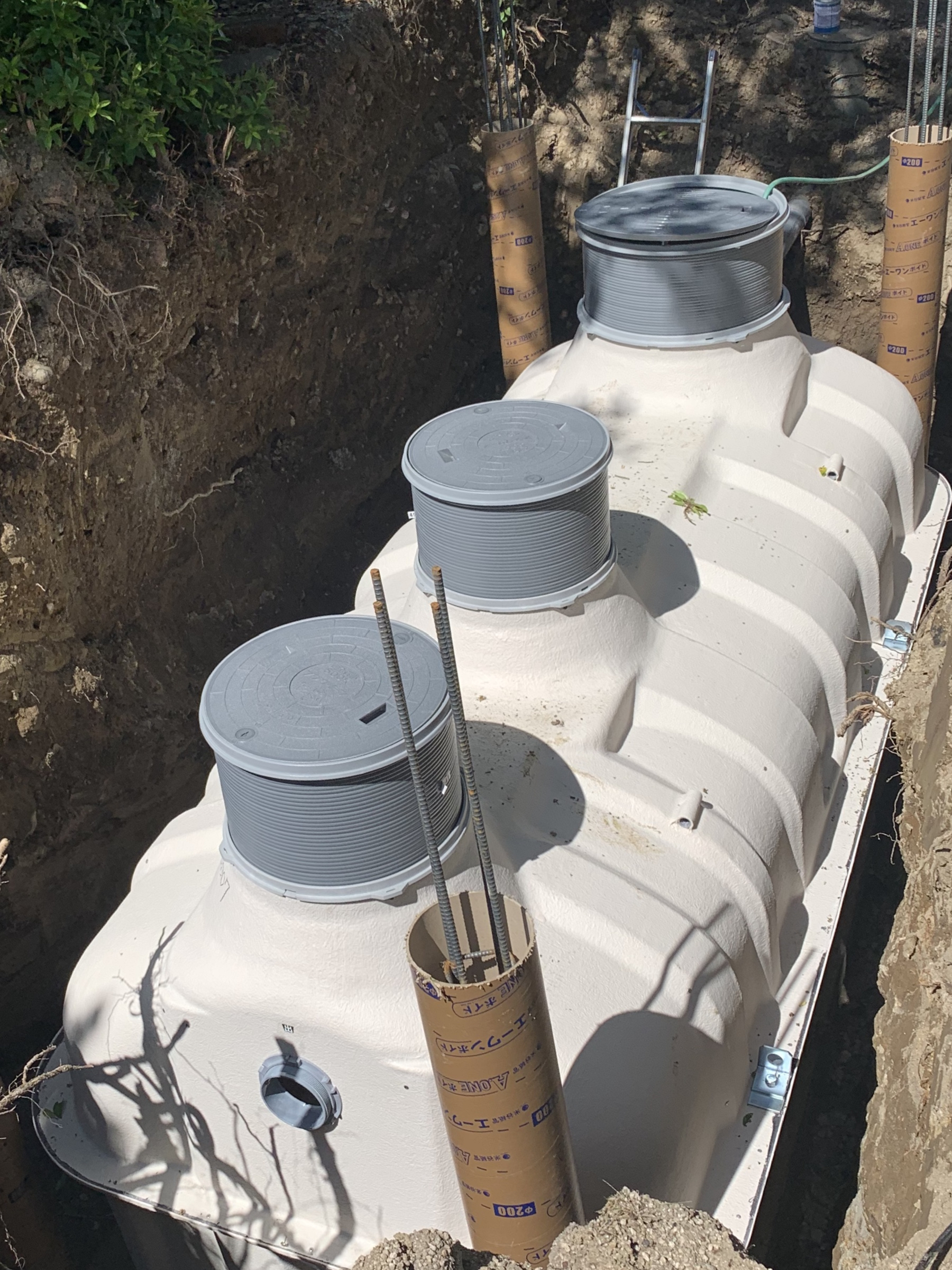
合併処理浄化槽の設置例

日本における生活排水の処理システムには、代表的なものに下水道、農業集落排水施設、浄化槽がある。このうち浄化槽は歴史的には下水道を利用できない地域において、便所を水洗化する場合に設置しなければならない設備として定義されてきた。そのため便所の排水だけを処理する「単独処理浄化槽」と
台所、洗面所、風呂場などを含め家庭から出る排水をまとめて処理する「合併処理浄化槽」の二本立てとされていたが、浄化槽法の改正により単独処理浄化槽は2001年（平成13年）4月からは原則として新設することができなくなった。これにより浄化槽法上の「浄化槽」の定義も改められ、浄化槽の定義から単独処理浄化槽に該当する文言を削除し、既設の単独処理浄化槽は「みなし浄化槽」として法律を適用し維持管理等を行うことになった（後述）。

### 20世紀
第二次世界大戦後、大都市圏では都道府県または保健所設置市に届出をおこなうだけで設置できる「共同浄化槽」が設置されるようになったが、当初は進駐軍の駐屯兵舎や軍人軍属用住宅の設営時に水洗便所を設置する際の汚水処理のために施工されたといわれる。この「共同浄化槽」は昭和30年代からの日本住宅公団による住宅団地の造成によって設置が本格化していった。浄化槽は建築基準法と汚物掃除法で規制されていたが、1954年（昭和29年）に汚物掃除法にかわり清掃法が制定され、さらに水槽便所取締規則（警視庁令第13号）が廃止されるとともに新たに浄化槽の維持管理基準が定められた。
1965年（昭和40年）、清掃法の一部改正とそれに伴う政省令の全面改正がおこなわれ、法令で「単独処理浄化槽」と「合併処理浄化槽」が明記された。
1966年（昭和41年）には公害審議会（当時）が「し尿処理施設およびその管理に関する基準」を厚生大臣（当時）に答申し、「し尿は西欧なみに水洗便所によって処理することを第一の目的とすべきである。」とし、公共下水道を軸に浄化槽の普及を促進することが記され、答申は閣議決定された。
技術的には昭和30年代中頃までの浄化槽は現場打ちやコンクリート管組み立ての設備だったが、それ以後はガラス繊維強化プラスチック（FRP、Fiberglass Reinforced Plastics）製のばっ気型浄化槽（曝気型浄化槽）が主流となり、工場で大量生産されたものを住宅に設置するようになったため単独処理浄化槽の普及が進んだ。一方で普及が先行して、法律や行政、業界による対応が追い付かず、設備の不適切な設置や管理により、公共用水域の水質汚濁源となる例や、悪臭や騒音などの問題が地域住民間でのトラブルの原因につながる例も発生して社会問題化した。そのため浄化槽行政の一元的運営や浄化槽関係者の責任を明確にするための資格付与を目的に、1977年（昭和52年）5月に全国浄化槽団体連合会（全浄連）が結成された。
1982年（昭和57年）8月には浄化槽法案が議員立法として提出され、1983年（昭和58年）5月に浄化槽法が成立し、1985年（昭和60年）10月に全面施行された。浄化槽法の成立により、製造、設置、保守点検や清掃など規制が強化され、浄化槽設備士や浄化槽管理士の身分資格が確立された。

### 21世紀
単独処理浄化槽については昭和40年代後半から公共用水域の汚濁源になっているとの指摘があり、合併処理浄化槽を利用した場合と比較するとBODの総量で約8倍の汚濁物質を水環境中に排出しているとされ、今後の課題となっている。
そこで2001年（平成13年）に「浄化槽法の一部を改正する法律」が施行されて単独処理浄化槽の新規設置は原則として禁止された。同法施行に先立って同年2月には単独処理浄化槽の出荷が停止された。

## 法令
日本の現行法（2001年〈平成13年〉改正以降の浄化槽法）における「浄化槽」とは「合併処理浄化槽」のことを指す。2001年の法改正以前に設置された単独処理浄化槽（し尿のみを処理する浄化槽）については、「みなし浄化槽」に分類される。また、浄化槽の目的として、旧法（2001年改正以前）および「廃棄物の処理及び清掃に関する法律」および「清掃法」（浄化槽法施行前は同法が浄化槽について監理していた）では、汚水の衛生処理（伝染病の予防、蔓延の防止など）を置いていたが、現行法ではこれと併せて環境保全についても浄化槽設置の目的としている。

### 製造
浄化槽の構造・容量については構造基準が定められているほか、浄化槽の製造メーカーは国土交通大臣の認定（型式認定制度）を受けなければ製造することができない。

### 設置
水洗化のために従来の設備を改造して浄化槽を設置する場合には都道府県知事（保健所を設置する市または特別区では市長または区長）への届出等が必要である。
また、住宅の新築に伴い浄化槽を設置する場合には、建築基準法により建築主事の確認を受ける必要がある。

### 工事
工事は都道府県知事の登録を受けた浄化槽工事業者（届出制）が行うこととされている。
浄化槽の工事は、設置等の届出から21日（国土交通大臣の型式認定を受けた浄化槽の場合は10日）を経過するか、都道府県知事（保健所を設置する市または特別区では市長または区長）及び特定行政庁から工事を着手してよい旨の通知を受けた後でなければ着工は認められない。
浄化槽設備士の国家資格を持つ者が工事またはその監督を行う必要があり、環境省令・国土交通省令で定めている「浄化槽工事の技術上の基準」に従って行う必要がある。

### 使用
浄化槽管理者は、使用を開始してから30日以内に使用開始報告書を都道府県知事（保健所を設置する市または特別区では市長または区長）に提出する必要がある。
使用にあたっては浄化槽の正常な機能を維持するため「浄化槽の使用に関する準則」が定められている。

### 保守点検
保守点検業務を行う国家資格に浄化槽管理士があり、通常、保守点検業の登録を受けた企業などに所属している。
浄化槽管理者は環境省令で規定される「保守点検の技術上の基準」に従って定期的に保守点検を行う必要があるが、専門的な知識や技術が必要なため、都道府県知事（保健所を設置する市または特別区では市長または区長）の登録を受けた保守点検業者に委託することができる（横浜市と大阪市では保守点検業の登録制度が設けられていないため浄化槽管理士に直接委託することができる）。

### 清掃
保守点検と同様に、浄化槽管理者は環境省令で規定される「清掃の技術上の基準」に従って定期的に清掃を行う必要があるが、専門的な知識や技術が必要なため、市町村長の許可を受けた浄化槽清掃業者に委託することができる。
清掃の回数は毎年1回（全ばっき方式の浄化槽は、おおむね6カ月ごとに1回以上）とされている。

### 法定検査
- 使用開始後の水質に関する検査（7条検査） - 浄化槽管理者は、使用開始後3カ月を経過した日から5カ月の間に、都道府県知事の指定する指定検査機関が行う水質に関する検査を受ける必要があるが、その浄化槽を設置した浄化槽工事業者に委託することができる[6]。
- 定期検査（11条検査） - 浄化槽管理者は、毎年1回、指定検査機関の水質検査を受ける必要があるが、その浄化槽の保守点検または清掃を行う者に委託することができる[6]。

### 廃止
浄化槽管理者は、浄化槽を廃止してから30日以内に廃止届出を都道府県知事に提出する必要がある。

## 構造と形式

### 対象の排水
浄化槽法第2条第1号によると浄化槽とは「し尿及びこれと併せて雑排水（工場廃水、雨水その他の特殊な排水を除く。以下同じ。）を処理」する設備である。浄化槽が対象とする家庭からの排水は、水洗便所排水、台所排水、洗濯排水、風呂場からの排水などであるが、設置場所には集会場、ホテル、医療施設、店舗、マーケット、学校施設などを含む。
通常の戸建て住宅から排出されるし尿や雑排水を対象とする浄化槽を家庭用浄化槽、戸建て住宅以外の建築物用途から排出されるし尿や雑排水を対象とする浄化槽を一般浄化槽という。
浄化槽は生物化学的な処理装置であり、温泉排水や工場排水などの特殊排水が流入すると機能障害を起こすことがあるため、それらは生活雑排水とは別に処理しなければならない。しかし、一部の事業場系排水については生活雑排水とあわせて処理する方が合理的かつ効率的である。そのため従来の産業排水処理において活性汚泥法などの生物処理法により処理されていた特定の業種（野菜缶詰・果物缶詰・農産保存食料品製造業、パン・菓子製造業、その他の食料品製造業）の小規模事業場の排水については、例外的に浄化槽で受け入れることができるとされている。

### 各処理方式
1998年（平成10年）の建築基準法改正、2000年（平成12年）の同法改正に伴う構造基準の性能規定化により、浄化槽は構造例示型（昭和55年建設省告示第1292号で示されたもの）と性能評価型（国土交通大臣の認定を受けたもの）に大別されることとなった（建築基準法施行令第35条）。この改正以降、性能評価型の浄化槽が大部分を占めるまでになっている。

#### BOD等処理
浄化槽の分類の一つにBOD等の処理方法による分類があり、例えば小型合併処理浄化槽の場合には、BOD除去型、BOD・窒素除去型（赤潮等の原因となる窒素も除去）、BOD・窒素・リン除去型（同じく赤潮等の原因となるリンも除去）の3つに分けられる。

#### 処理方法
以下では型式適合認定に掲げられた処理方法について述べる。機器の型式適合認定番号はアルファベット記号で区分される（I、L、M、N、Oは大文字）。
- (a) 分離接触ばっき方式
  - 告示区分第一[12]
  - 沈殿分離槽 + 接触ばっ気槽 + 沈殿槽 + 消毒槽[12]
- (b) 嫌気濾床接触ばっき方式
  - 告示区分第一[12]
  - 嫌気濾床槽 + 接触ばっ気槽 + 沈殿槽 + 消毒槽[12]
- (c) 脱窒濾床接触ばっき方式
  - 告示区分第一[12]
  - 脱窒濾床槽 + 接触ばっ気槽 + 沈殿槽 + 消毒槽[12]
- (d) 回転板接触方式
  - 告示区分第六[12]
  - 沈殿分離槽 + 回転板接触槽 + 沈殿槽 + 消毒槽（一例）[12]
  - 告示区分第三と第四の回転板接触方式については平成18年改正により削除[12]。
- (e) 接触ばっ気方式
  - 告示区分第六[12]
  - 沈殿分離槽 + 接触ばっ気槽 + 沈殿槽 + 消毒槽（一例）[12]
  - 告示区分第三と第四の接触ばっ気方式については平成18年改正により削除[12]。
- (f) 散水濾床方式
  - 告示区分第六[12]
  - 告示区分第三と第四の散水濾床方式については平成18年改正により削除[12]。
- (g) 長時間ばっ気方式
  - 告示区分第六[12]
  - 告示区分第三と第四の長時間ばっ気方式については平成18年改正により削除[12]。
- (h) 標準活性汚泥方式
  - 告示区分第六[12]
  - 告示区分第三の標準活性汚泥方式については平成18年改正により削除[12]。
- (I) 接触ばっ気・濾過方式
  - 告示区分第七[12]
- (j) 凝集分離方式
  - 告示区分第七[12]
- (k) 接触ばっ気・活性炭吸着方式
  - 告示区分第八[12]
- (L) 凝集分離・活性炭吸着方式
  - 告示区分第八[12]
- (M) 硝化液循環活性汚泥方式
  - 告示区分第九から第十一[12]
- (N) 三次処理脱窒・脱燐方式
  - 告示区分第九から第十一[12]
- (O) その他の方式

#### 維持管理ガイドラインの対応
構造基準の主な処理方式と維持管理ガイドラインの対応は以下のようになる。
- 小型合併処理浄化槽維持管理ガイドライン（平成5年衛浄第16号）[13][15]。
  - 分離接触ばっ気方式・ 嫌気ろ床接触ばっ気方式
- 窒素除去型小型合併処理浄化槽維持管理ガイドライン（平成12年衛浄第43号）[13][15]
  - 脱窒ろ床接触ばっ気方式
- 中・大型合併処理浄化槽維持管理ガイドライン（平成12年衛浄第43号）[13][15]
  - 回転板接触方式・接触ばっ気方式・散水ろ床方式・長時間ばっ気方式・標準活性汚泥方式
- 高度処理型合併処理浄化槽（平成8年衛浄第22号）[13][15]
  - 接触ばっ気・ろ過方式、凝集分離方式
  - 接触ばっ気・活性炭吸着方式、凝集分離方離・活性炭吸着方式
  - 硝化液循環活性汚泥方式、三次処理脱窒・脱燐方式

なお、先述の通り、2000年（平成12年）以降、膜分離活性汚泥法、生物ろ過法、担体流動法といった構造基準の例示にはない国土交通大臣の認定浄化槽があり、通称「性能評価型浄化槽」と呼ばれている。

#### 技術の変遷
昭和44年構造基準（建設省告示1726号）を旧構造基準、昭和55年構造基準（建設省告示1292号）を新構造基準という。
- 1969年 - 1980年：昭和44年構造基準の告示（建設省告示1726号）[13]。
  - 処理方式として活性汚泥法と散水ろ床法が定められた[13]。
- 1980年 - 1988年：昭和55年構造基準の告示（建設省告示1292号）[13]。
  - 処理方式として回転板接触法と接触ばっ気法が追加された[13]。
  - 単独処理浄化槽の平面酸化床方式と全ばっ気方式を廃止[5]。
- 1988年 - 1995年：構造基準の一部改正[13]。
  - 処理対象人員5 – 50人規模の合併処理浄化槽処理方式として分離接触ばっ気方式と嫌気ろ床接触ばっ気方式が追加された[13]。
- 1995年 - 2000年：構造基準の一部改正[13]。
  - 処理対象人員の規模に応じて、新たに脱窒ろ床接触ばっ気方式などが追加された[13]。
- 2000年：建築基準法改正にともなう構造基準の性能規定化[13]。

### 代表的方式
嫌気ろ床接触ばっ気方式
この方式は小型浄化槽の開発時に基本となった、嫌気ろ床槽と接触ばっ気槽を組み合わせた方式で、1988年（昭和63年）に構造基準に追加された。排水中の固形物を沈殿や浮上の作用を利用して水から分離することを沈殿分離といい、そのために設置される2室直列の槽を沈殿分離槽という。特に槽内にろ材を置いて固形物の通過時に捕えたり、それに付着した微生物の力で分解する構造のものを嫌気ろ床槽という。さらに次の接触ばっ気槽で好気性微生物により有機物質を分解して汚水を処理するが、槽内の有機物質を栄養源に生物膜が付き、その生物膜が脱落して流れ出ないように次の沈殿槽で沈殿させる。そして最終的に消毒槽で固形塩素剤で消毒して放流する。
生物ろ過方式
メーカーが独自に開発し、国土交通大臣の認定を受けた方式（国土交通大臣の認定浄化槽）の一つで、嫌気ろ床接触ばっ気方式に比べて容量が50 - 80%と小型化されている。

### みなし浄化槽
第二次世界大戦後の日本では下水道の整備の立ち後れもあって、し尿処理技術が先行的に開発され進展し、便所の水洗化とともに水洗便所排水（し尿）だけを対象とする単独処理浄化槽が普及した。しかし、単独処理浄化槽は合併処理浄化槽を利用している家庭と比較すると処理性能が劣り、生活雑排水が未処理放流となることなどからBODの総量を比較すると約8倍の汚濁物質を水環境中に排出している点が問題となっていた。
そこで、単独処理浄化槽については、下水道予定処理区域内（終末処理場〈下水処理場〉を有するもの）を除いて、平成13年（2001年）4月1日以降の新設が禁止された。
既存単独処理浄化槽については以下の規定が置かれている。
- 昭和55年建設省告示第1292号第1第一号から第三号までの規定に適合する構造のものについては、改正後の建築基準法第31条第2項の国土交通大臣が定めた構造方法を用いたものとみなされる（平成12年建設省告示第1465号附則）[12]。
- その他の既存単独処理浄化槽についても、法律による設置や維持管理等の規制を及ぼす必要があるため、浄化槽法第2条第一号に規定する浄化槽とみなされる（浄化槽法の一部を改正する法律附則第2条）[12]。

これらの規定による浄化槽を「みなし浄化槽」という。
旧制度では単独処理浄化槽や合併処理浄化槽以外に、単独処理浄化槽に生活雑排水を処理する浄化槽を別に接続してBOD除去率90%以上、放流水のBOD濃度20 mg/L以下とする変則合併処理浄化槽と呼ばれるものがあった。単独処理浄化槽は原則として廃止されているが、基準を満たせば、このような方法で活用することは可能とされている。

### 浄化槽の規模
一基の浄化槽が受け入れ可能な負荷（処理対象人員）は「人槽」という単位で表現され、その算定方法は JIS A 3302-2000の「建築物の用途別による屎尿浄化槽の処理対象人員算定基準」に定められている。浄化槽の最小は家庭用小型浄化槽の5人槽で、最大は38,500人槽の関西国際空港の浄化槽といわれている。
新たに施工される浄化槽の大部分が先述の性能評価型であるが、総容量が構造例示型の70%程度のものをコンパクト型浄化槽、50%程度まで小さくしたものを超コンパクト型浄化槽という。

## 設置と管理

### 設置
浄化槽には工場生産のものを据え付ける主にFRP製の工場生産浄化槽と、現場で施工する鉄筋コンクリート製の現場打ち浄化槽がある。現場打ち浄化槽は強度があり、槽の形状や水深も設置場所の特性に合わせることができるが、設置工事費や工期が長くなる傾向があるため、通常は501人槽以上の規模の場合に用いられる。

### 保守点検
浄化槽法第2条は保守点検を「浄化槽の点検、調整又はこれらに伴う修理をする作業をいう。」と定める。

### 清掃
浄化槽の槽内に蓄積した過剰な汚泥を引き出したり、微生物の濃度を調整する作業を清掃という。引き出しを伴わない作業、単位装置や付属機器類の洗浄・掃除は、定期的に行うことと定められた清掃には該当しない。

## 設置基数
2023年（令和5年）3月末時点での設置基数は約745万基で、設置基数のうち54.9%が合併浄化槽である（約402万基）。
設置人槽別としては20人槽以下のもの（主に住宅用として用いられている）が91%を占める。構造別としては2023年（令和5年）3月末時点で、旧構造基準（昭和44年建設省告示第1726号）による単独処理浄化槽が約78万基残存している。なお、合併処理浄化槽の設置基数は2019年度（令和元年度）の調査で初めて単独処理浄化槽を上回った。

## 主な浄化槽製造メーカー（OEM販売を除く）
- 大管工業[20]
- ハウステック
- ニッコー
- クボタ
- フジクリーン工業株式会社[21]
- 大栄産業[22]
- ダイキアクシス
- アムズ[23]
- 株式会社西原ネオ

## 日本国外への技術移転

### 中国
中国江蘇省常熟市では地形的要因から、下水道の建設コストが非常に高くなるため、市がオンサイト処理に転換することを決定し、東青村の3つの農業集落で日本の浄化槽55基を導入することになり、2013年から浄化槽のモデル事業が行われた。

### マレーシア
浄化槽実証事業として平成26年度環境省「アジア水環境改善モデル事業」に採択され、老朽化したオンサイト処理施設の更新時に日本の浄化槽を設置することとなった。

### インド
2018年（平成30年）4⽉に「日本・インド高級事務レベル環境協力会合」がデリーで開催され、2018年10月には環境分野に関する協力覚書が署名され、その主な分野に「浄化槽・水質管理」が含まれている。

### インドネシア
インドネシアのバリ島では下水道普及率が低いため、2017年6月から2018年2月にかけて「バリ州における浄化槽の包括的な維持管理体制の構築による水環境改善案件化調査」が実施され、その後は汚水処理技術向上を目指した教育と人材育成事業、浄化槽の状態を遠隔地から監視できる「IoTセンサー」の開発などがおこなわれた。

### 技術移転の課題
技術移転の課題としては、行政の予算不足、メンテナンス費用の問題、適正な法規制の未整備、製造から設置工事・メンテナンスに関する業界が存在しないことなどが挙げられる。そのため、現地化（独資会社や合弁会社の設立）、現地適格型浄化槽の開発、扱いやすいシンプルなデザイン、知的財産保護、技術者の養成、関係機関との協力などが課題になっている。